# Erickson (Manitoba)
Pour les articles homonymes, voir Erickson.
Erickson est une ville du Manitoba.

## Démographie
| 2001 | 2006 | 2011 | 2016 |
| ---- | ---- | ---- | ---- |
| 448  | 456  | 487  | 461  |